# Bad Wimsbach-Neydharting
Bad Wimsbach-Neydharting – uzdrowiskowa gmina targowa w Austrii, w kraju związkowym Górna Austria, w powiecie Wels-Land. Liczy 2454 mieszkańców (1 stycznia 2015).